# Daumazan-sur-Arize
Daumazan-sur-Arize település Franciaországban, Ariège megyében. Lakosainak száma 804 fő (2022. január 1.). Daumazan-sur-Arize La Bastide-de-Besplas, Campagne-sur-Arize, Carla-Bayle, Castex és Montbrun-Bocage községekkel határos.

## Népesség
A település népességének változása:
| Lakosok száma | 620  | 605  | 657  | 697  | 709  | 718  | 719  | 717  | 741  | 804  |
|               | 1968 | 1982 | 1999 | 2006 | 2011 | 2015 | 2017 | 2018 | 2020 | 2022 |